# Raja Toumi
Pour les articles homonymes, voir Toumi (homonymie).
Raja Toumi (arabe : رجاء التومي), née le 3 avril 1978 aux Kerkennah, est une handballeuse tunisienne. Elle mesure 1,80 m pour 75 kg,.

## Palmarès

### Clubs
Compétitions nationales
- Vainqueur du championnat de Tunisie (9) : 1995, 1996, 1997, 1999, 2000, 2001, 2004, 2016, 2017
- Vainqueur de la coupe de Tunisie (10) : 1996, 1997, 1998, 1999, 2000, 2001, 2002, 2004, 2016, 2017

Compétitions internationales
- Vainqueur de la coupe arabe des vainqueurs de coupe (1) : 2017
- Demi-finaliste de la coupe d'Europe des vainqueurs de coupe en 2009

### Sélection nationale
Championnats du monde
- 19e au championnat du monde 2001 ( Italie)
- 18e au championnat du monde 2003 ( Croatie)
- 15e au championnat du monde 2007 ( France)
- 14e au championnat du monde 2009 ( Chine)
- 18e au championnat du monde 2011 ( Brésil)
- 17e au championnat du monde 2013 ( Serbie)
- 21e au championnat du monde 2015 ( Danemark)

Championnats d'Afrique
- Médaille de bronze au championnat d'Afrique 2000 ( Algérie)
- Médaille de bronze au championnat d'Afrique 2002 ( Maroc)
- Médaille d'argent au championnat d'Afrique 2006 ( Tunisie)
- 4e au championnat d'Afrique 2008 ( Angola)
- Médaille d'argent au championnat d'Afrique 2010 ( Égypte)
- Médaille d'argent au championnat d'Afrique 2012 ( Maroc)
- Médaille d'or au championnat d'Afrique 2014 ( Algérie)

### Distinctions individuelles
- Meilleure joueuse arabe : 1998
- Meilleure joueuse du championnat de Norvège : 2005-2006